# Providence Township (comté de Hardin, Iowa)
Providence Township est un township, du comté de Hardin en Iowa, aux États-Unis,.
Le township est fondé en 1856,.

## Source de la traduction
- (en) Cet article est partiellement ou en totalité issu de l’article de Wikipédia en anglais intitulé « Providence Township, Hardin County, Iowa » (voir la liste des auteurs).